# Missione dei dodici apostoli
La missione dei dodici apostoli è un episodio narrato dai vangeli sinottici.

## Narrazione
Gesù, dopo avere radunato i dodici apostoli che aveva precedentemente scelto nell'ambito del gruppo dei suoi discepoli, li invia in missione a due a due, per diffondere il suo messaggio e praticare guarigioni ed esorcismi. Gesù raccomanda agli apostoli in missione di non portare con sé denaro a altri beni e, all'arrivo nel luogo di destinazione, di informarsi su quali siano le persone degne e chiedere loro ospitalità. Se non fossero accolti, Gesù li invita ad andare via scuotendo la polvere dai piedi, gesto simbolico che significa l'interruzione di un contatto impuro.
Nel vangelo di Matteo si trova la precisazione che la missione dei dodici è riservata agli israeliti, cioè a coloro che conoscono le promesse di Dio, con l'esclusione dei pagani e dei samaritani, equiparati ai pagani. La missione degli apostoli sarà estesa a tutti i popoli solo dopo la risurrezione di Gesù.

## Differenze tra i vangeli
Nel vangelo di Marco Gesù invita gli apostoli a portare con sé solo i sandali e il bastone, mentre nel vangelo di Matteo li invita a non portare nulla, né sandali né bastone; anche il vangelo di Luca li invita a non portare il bastone, mentre i sandali non vengono citati.
Secondo alcuni commentatori, la versione di Marco sarebbe quella originale, perché conforme alla tradizione orientale e alla situazione dei luoghi. I sandali e il bastone erano la dotazione dei pastori che si muovevano accompagnando il gregge ed erano necessari per camminare lungo le strade impervie e sassose della Palestina di allora. Matteo e Luca avrebbero inasprito la raccomandazione originale riferita da Marco per sottolineare la povertà assoluta che deve avere il discepolo di Gesù.

## Significato
Al di là del significato letterale e dei dettagli, il brano evangelico vuole invitare il discepolo di Gesù in missione a dotarsi solo dello stretto necessario e per il resto ad affidarsi alla divina provvidenza.